# نيغاك (نيو برونزويك)
نيغاك (بالإنجليزية: Neguac, New Brunswick)‏ هي قرية و village of New Brunswick تقع في كندا في Northumberland County. يقدر عدد سكانها بـ 1,678 نسمة وترتفع عن سطح البحر 0-40 متر.